# Elizabeth B. Andrews

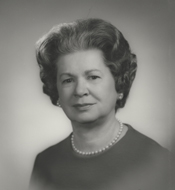
Elizabeth B. Andrews (Aufgenommen vor 1973)

Leslie Elizabeth Bullock Andrews (* 12. Februar 1911 in Geneva, Alabama; † 2. Dezember 2002 in Birmingham, Alabama) war eine US-amerikanische Politikerin (Demokratische Partei). Sie war die Ehefrau des Kongressabgeordneten George William Andrews.

## Werdegang
Elizabeth Andrews besuchte die öffentliche Schule in Geneva. Dann graduierte sie 1932 am Montevallo College mit einem Bachelor of Science. Danach war sie als Lehrerin tätig. Sie wurde in einer Nachwahl in den 92. Kongress gewählt, um dort die Vakanz zu füllen, die durch den Tod ihres Ehemanns entstanden war. Sie entschied sich 1972 gegen eine Kandidatur für den 93. Kongress. Andrews ist auf dem Oak Hill Cemetery in Union Springs (Alabama) beigesetzt.